# Бханака
Бханака (пали bhāṇaka — «чтец») были буддийскими монахами, которые специализировались на запоминании и чтении определённых сборников текстов в рамках буддийского канона. Линии бханака были ответственны за сохранение и передачу учений Будды до тех пор, пока канон не был записан в I в. до н. э. и устная передача доктрины раннего буддизма была заменена письменностью.

## Ранняя буддийская эра
Академический консенсус и буддийская традиция утверждают, что все ранние буддийские традиции сохранили свои тексты посредством устной передачи — существенные доказательства этого включают структуру и отличительные особенности ранних буддийских текстов, отсутствие правил винаи, касающихся записи материалов, и терминов, происходящих из практики слушания и повторения, которые используются для описания учения Будды и действий ранней сангхи.
Считается, что система бханака возникла в Индии, но большинство литературных и письменных свидетельств происходит из Шри-Ланки. Учёные подозревают, что для фиксации и передачи содержания агам монахи всех ранних буддийских школ использовали одни и те же методы, но за пределами традиции Тхеравады о долитературном периоде этих традиций известно мало. Самое раннее свидетельство ассоциации монахов, известных как бханака, знающих наизусть и декламирующих определённых части буддийского канона датируется II или III веком до н. э.
Все школы буддизма согласны с тем, что вскоре после паринирваны Будды был проведён совет его старших учеников для разъяснения и записи учений. На этом собрании (известном как Первый буддийский собор) монах Упали был допрошен по поводу содержания винаи, а Ананда рассказал всё, что он помнит относительно Дхаммы. Согласовав содержание учений, участники совета хором продекламировали сутты.
Согласно описаниям, последующие соборы проходили в соответствии с одной и той же базовой процедурой сравнения, исправления и утверждения содержания канона, при этом специалисты по каждой из частей Трипитаки должны были изложить полный текст для подтверждения собравшейся сангхой.

## Традиция Тхеравады
Буддхагхоша сообщил, что в соответствии с устной традицией Махавихары, каждая из четырёх никай была поручена для сохранения одному из старейшин ранней сангхи и их ученикам. Ананда получил ответственность за Дигха-никаю, Шарипутра за Маджхима-никаю, Махакашьяпа за Самъютта-никаю и Ануруддха за Ангуттара-никаю.
Учёные сомневаются, что сутты и четыре никаи были созданы в их окончательной форме так рано. К. Р. Норман предполагает, что это могло произойти позднее. Некоторые тексты Тхеравады, Абхидхамма-питака и Кхуддака-никая явно появились после Первого собора, но тхеравадины обычно считают, что части Абхидхаммы представляли собой на этом этапе часть дхаммы/сутт. Тексты относительно позднего происхождения (после Третьего собора), включены в тхеравадские записи Первого собора. Тексты, не входившие ни в одну из четырёх никай, были отнесены к Кхуддаке (которая в некоторых традициях включает Абхидхамму).
В комментариях Тхеравады встречаются упоминания бханака, специализирующихся на каждой из четырёх никай, а также на джатаках, Дхаммападе, Кхуддаке. Каждая группа бханака отвечала за декламацию и обучение своим текстам и, по-видимому, имела независимое суждение относительно структуры текстов и содержащихся в них версий событий и доктрин, — например, варианты содержания Дигха-никаи и Маджхима-никаи могут быть объяснены сохранением разными линиями бханака. Различные школы бханаки могли принимать окончательную версию, «закрывать» свой канон в разное время. Кроме того, тексты Кхуддака-никая и Абхидхарма-питаки, которые они считали каноническими, могли иметь различия.
Надписи на ступе в Индии, датированные II в. до н. э., упоминают бханака, который знал сутры или четыре никаи/агамы, но не специализировался на какой-то одной никае. Напротив, в пещерных надписях на Шри-Ланке, датируемых III—I вв до н. э., есть конкретные ссылки на монахов, которые специализировались на Самъютта-никае, Маджхима-никае или Ангуттара-никае. Такая специализация бханака передавались от учителя к ученику.
К. Р. Норман полагает, что подобная тхеравадинская практика сохранения текстов посредством бханака, специализирующихся на определённых никаях, возможно, возникла только после Второго Буддийского Собора. В Дипавамсе есть упоминание о «девятикратной» организации ранних текстов, разделённых на отдельные главы на Первом соборе, что может свидетельствовать о более раннем метод организации.
В «Вопросах Милинды» есть упоминание о абхидхаммиках (специалистах по Абхидхамме), но не о бханака. Это может указывать на то, что система бханака возникла до того, как Абхидхамма-питака была «закрыта» тхеравадинами (считается, что это произошло во времена правления императора Ашоки на Третьем буддийском соборе). Также вероятно, что, бханака могли декламировать Абхидхамму, но не быть её знатоками.

## Упадок
Неизвестно точно, когда пресеклась традиция бханака, но учёные, как правило, считают, что она пришла в упадок, так как буддийский канон начал всё больше и больше сохраняться посредством письменных текстов. Буддхагхоша писал о бханака как о современниках примерно в V веке нашей эры, но, возможно, он отражал перспективу более ранних сингальских комментариев — его заметки окончательно не подтверждают, что практика бханака ещё существовала в его время.
Чула-вамса упоминает бханака даже XIII веке н. э., но к этой дате термин, возможно, приобрёл общее значение проповедника или специалиста по чтению, а не монаха, который хранил значительную часть канона в памяти.